# Aïchatou Mindaoudou
Aïchatou Mindaoudou Souleymane, née le 14 octobre 1959 à Zinder, est une diplomate et femme politique nigérienne.

## Biographie
Aïcha Mindaoudou est née à Zinder.
Aïcha Mindaoudou est titulaire d’un doctorat en droit international de l’université Panthéon-Sorbonne, à Paris, en France. Elle a obtenu sa maîtrise et sa licence en droit international à l’université d’Abidjan, en Côte d’Ivoire. Elle enseigne ensuite le droit à l'université de Niamey.

### Carrière politique
Femme politique, elle est membre du Mouvement national pour la société du développement (MNSD Nassara). Elle est plusieurs fois ministre dans le gouvernement nigérien depuis 1995. En 1995, Aïchatou Mindaoudou entre au gouvernement de Hama Amadou comme ministre du Développement social, de la Population et de la Promotion des droits de la femme. Ce gouvernement est de courte durée, renversé par le coup d'État mené par Ibrahim Baré Maïnassara en janvier 1996. Après le départ d'Ibrahim Baré Maïnassara, elle est ministre des Affaires étrangères et de la Coopération de 1999 à 2000, dans un gouvernement de transition, puis de 2001 à 2010, dans le gouvernement de Hama Amadou,. Proche du président Mamadou Tandja, Aïchatou Mindaoudou garde son poste ministériel (de 2007 à 2010) après la chute du gouvernement d'Hama Amadou et jusqu'au départ du président Tandja, renversé par un coup d'État en février 2010.
En 2009, elle plaide, avec succès, devant la Cour internationale de justice pour défendre la position nigérienne face au Bénin dans une dispute territoriale.

### Carrière internationale
Entre 2005 et 2007, lorsque le Niger préside la Communauté économique des États de l'Afrique de l'Ouest (CEDEAO), elle y préside le Conseil des ministres pour la médiation et la paix, et dirige l’engagement de la CEDEAO dans la promotion de la paix et de la réconciliation en Côte d’Ivoire, en Guinée-Bissau et au Togo. Elle est faite chevalière de la Légion d'honneur pour son engagement.
En juin 2011, Aïchatou Mindaoudou est la représentante spéciale conjointe chargée des questions politiques à l’Opération hybride Union africaine-Nations unies au Darfour (MINUAD). D’août 2012 à mars 2013, elle est représentante spéciale conjointe et chef par intérim de la MINUAD, ainsi que médiateur en chef conjoint par intérim. Le 17 mai 2013, elle est nommée par le secrétaire général de l’ONU, Ban Ki-moon, comme sa représentante spéciale pour la Côte d’Ivoire et chef de l’opération des Nations unies en Côte d'Ivoire (ONUCI), en remplacement de Albert Gerard Koenders, des Pays-Bas,,.

#### Représentante Spéciale du SG des Nations unies en Côte d'Ivoire
Deuxième Africaine à diriger l’ONUCI depuis sa création en 2004, la nomination d'Aïchatou Mindaoudou est saluée par la France, alors que l’opposition en Côte d'Ivoire y émet des réserves,,. Baptisée « nanan Ahissia II », du nom de la mère du roi fondateur du Djuablin, feu nanan Kouao Bilé, Aïchatou Mindaoudou est faite reine mère du royaume situé dans le département d’Agnibilékrou (Est, région de l’Indénié-Djuablin).
L'opération des Nations unies en Côte d'Ivoire prend fin en juin 2017.